# Maggie Thompson
Maggie Thompson   (29 de novembre de 1942) va ser una pionera en l'edició de revistes amateurs sobre el món del còmic al costat del seu marit Don. És coneguda per ser l'editora de la Comics Buyer’s Guide.
Va iniciar la seva activitat durant la dècada dels 60 amb la publicació Comic Art and Newfangles. També va publicar diversos articles a All in Color for a Dime i The Comic-Book Book, i tenia una columna a The Buyer’s Guide for Comic Fandom. Quan Comics Buyer’s Guide es va vendre a una editorial de Wisconsin en va esdevenir l'editora juntament amb el seu marit, i després de la mort de Don va continuar la tasca en solitari. Actualment hi continua col·laborant com a col·leccionista i assagista.
També és coautora i autora en solitari d'un grapat d'historietes de còmic, incloent quatre números de Dark Shadows.
Ha rebut diversos premis per la seva tasca: Comic Art Fan (1973), Inkpot (1976), Jack Kirby (1986), Diamond LIfetime Fandom (1991), Eisner (1992), Comics Industry Pioneer, Bob Clampett, Alan Ackerman i Friends of Lulu.